# 區大典
區大典（1868年—1937年），字慎輝，號徽五，廣東南海縣人。清末翰林、学者。因曾任翰林院編修，亦被尊稱為區太史。

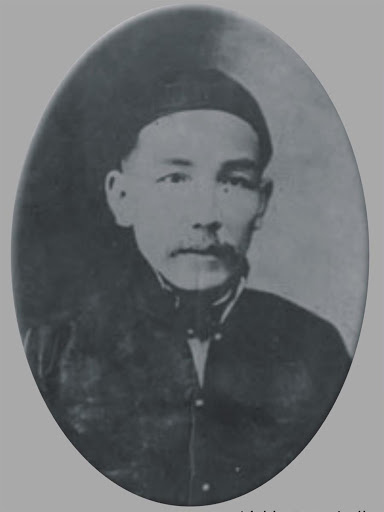
區大典太史像

## 生平
區大典光緒二十九年（1903年）癸卯科二甲進士。 同年閏五月，改翰林院庶吉士，散館授翰林院編修、中憲大夫等職。
民國成立後，賴際熙、區大典等原籍廣東的前清翰林移居香港，不問政治，專注翰墨，先後任教多所學校。1912年，香港大學成立，翌年設「中國經典和歷史」選修科，由賴際熙與區大典主講。區大典負責「文學（Literature）」科目，講授朱熹與其他學者對《四書》與《五經》的評註，他講課不帶書本，凡經典原文以至朱子集註皆能倒背如流。1927年，港督金文泰促使香港大學成立中文學院，聘得賴際熙、區大典為專任講師。
1933年，港大文學院改組，將「中文學院（School of Chinese Studies）」納為文學院的「中文系（Department of Chinese）」，賴際熙離職。1937年，區大典辭任港大教席。1919年五四運動爆發後，新文化運動之風於大陸興盛，但香港大學中文系仍教授經史子集等舊學，至許地山1935年出任系主任方止。
區大典為學博大精微，熟識經、史、兵學、地理等，堪稱通儒。區氏尤好韓愈、歐陽修之古文，及周敦頤、二程學說。區為人好學且有傳統師儒誨人不倦的風範，在香港先後執教學校達數十所，當中包括香港大學、官立漢文男女子師範學堂等，培育早年國文師資，功不可沒。
在香港期間，區大典創辦了《平民報》推廣國學，但成效不彰。於香港大學任教期間，又成立了香港大學中文學會，區氏任首屆會長，馮秉芬任主席。區氏著述有《孟子通義》、《老子講義》、《詩經講義》 和《史略》 等；晚年專注易學，以畢生所學撰著《易經講義》一書，可惜未竟全功而身故。

## 家族
与弟区大原同榜成进士。